# Caso Plessy contra Ferguson
El caso Plessy contra Ferguson, 163 U.S. 537 (1896) es una decisión legal en la jurisprudencia de la Corte Suprema de los Estados Unidos en el que se decidió mantener la constitucionalidad de la segregación racial incluso en lugares públicos (en especial en redes ferroviarias) bajo la doctrina de «Separados pero iguales».
Se dio a conocer el veredicto de siete votos a uno, con la opinión mayoritaria redactada por el juez Henry Billings Brown y la disidente por John Marshall Harlan. David Josiah Brewer no participó en la decisión. «Separados pero iguales» permaneció en las leyes estadounidenses hasta su impugnación en 1954 por decisión de la Corte Suprema en el caso Brown v. Board of Education.
Después de que la corte diese la orden, el Comité de Ciudadanos (New Orleans Comité des Citoyens) emprendió un pleito y arrestó a Homer Plessy a causa de la ley racial de Luisiana, Plessy replicó, 

Somos hombres libres, seguimos creyendo en que lo que hacemos es lo correcto y nuestra causa es sagrada.
Homer Plessy.

## Trasfondo
Tras el final de la Guerra de Secesión estadounidense en 1865, durante el periodo conocido como la Reconstrucción, el gobierno dio protección a los derechos civiles de los esclavos recién liberados. Pero cuando llegó la reconstrucción y rompió el compromiso de 1877 y las tropas federales se retrajeron, los respectivos gobiernos de los Estados Sureños aprobaron la ley Jim Crow que prohibía a los afroamericanos utilizar las mismas zonas públicas que los blancos.
La Decimotercera enmienda permitió abolir la esclavitud y el trabajo involuntario salvo para los castigos por crímenes. En la Decimotercera enmienda, el término "esclavitud" implica servicio involuntario o en situación de esclavitud en propiedad de terceras personas. Ese término implica el control de labor y servicios que ofrece una persona para beneficio de otra y ausencia legal de derechos para el propio esclavo. De acuerdo con los Casos del matadero, la Decimotercera enmienda tenía pensado en un principio abolir la esclavitud y prohibir los trabajos involuntarios. Sin embargo, se sugirió que la enmienda a la constitución era insuficiente para proteger a los antiguos esclavos de ciertas leyes provenientes de los estados sureños que imponían sobre ellos problemas legales y restricciones en sus derechos en sus vidas cotidianas, libertades y privación de los bienes haciendo que la libertad tuviera poco valor. La Decimocuarta enmienda fue concebida para dar a conocer esta exigencia.
La Corte Suprema ordenó, en los Casos de Derechos civiles (1883), que la Decimocuarta enmienda se aplique solo en las acciones del gobierno y no a aquellas propiedades privadas, en consecuencia no se protegía a las personas contra las entidades individuales y privadas que violaban sus derechos civiles. En particular, la Corte invalidó la mayor parte de la Ley de Derechos Civiles de 1875, ley aprobada por el Congreso de los Estados Unidos para proteger a los afroamericanos de cualquier clase de discriminación.
En 1890, el Estado de Luisiana, aprobó la ley 111 en el que se requirieron plazas para afroamericanos y blancos en los transportes ferroviarios incluyendo vagones separados, aunque se especificó que las plazas deberían mantenerse iguales "equal". Preocupados, varios afroamericanos (incluyendo al antiguo gobernador de Luisiana P. B. S. Pinchback) y blancos de Nueva Orleans fundaron una asociación de ciudadanos Committee to Test the Separate Car Act, dedicada a apelar aquella ley. Recaudaron 1.412,70 dólares (33.7116,44 dólares de 2008) y les ofrecieron la recaudación al entonces famoso jurista Albion W. Tourgée, para servir como abogado principal para someter a prueba el caso. Tourgée se ofreció a trabajar gratis. Más tarde, puso en la lista a Homer Plessy, quien fue uno de los ocho afroamericanos (un octoroon como se les llamaba antes), que sería parte de una ley de desobediencia civil. El plan era que Plessy fue expulsado del tren a la fuerza y arrestado, no por vagabundear, lo cual no se hubiese podido llevar a la Corte Suprema, pero por infringir la ley Separate Car Act la Corte podía ofrecer un veredicto.
El comité contrató un detective que asegurara de que Plessy fue arrestado por violar la ley Separate Car Act, Que el Comité de Ciudadanos quería recusar con el objeto de que fuese anulada. Eligieron a Plessy por su color de piel claro, podía comprar un billete de primera clase y al mismo tiempo ser arrestado como él anunció, mientras estaba sentado en el tren, el hecho de que tuviera antepasados afroamericanos, para el comité, esto fue un acto deliberado para explotar la falta de definición racial en cualquier ciencia o ley al igual que la segregación por raza fue un uso irrazonable del poder por parte del estado.
Las raíces intelectuales de Plessy contra Ferguson fueron cogiendo vínculos con el racismo científico de la época. Sin embargo, el apoyo popular a la decisión fue más favorable al resultado de las creencias racistas de la mayoría de la gente blanca.

## El caso
El 7 de junio de 1892, Homer Plessy se subió a un vagón de un ferrocarril al este de Luisiana y se le asignó en los asientos para blancos. Aunque Plessy nació libre y era ⅛ parte afroaméricano y ⅞ blanco, la ley de Luisiana de 1890 le clasificó como afroamericano y se le requirió que se trasladara al vagón de la "gente de color". En un acto de desobediencia, Plessy rechazó abandonar su plaza y fue arrestado y encarcelado.
Esto fue un acto de desobediencia civil llevado a cabo por el Comité des Citoyens fundados por Free People of Color en Nueva Orleans. Los miembros del comité fueron Arthur Esteves, C. C. Antoine, Firmin Chrisophe, C. G. Johnston, Paul Bonseigneur, Laurent Auguste, Rudolph B. Baquie, Rudolphe L. Desdunes, Louis A. Martinet, Numa E. Mansion, L. J. Joubert, Frank Hall, Noel Bachus, George Geddes y A. E. P. Albert.
Su caso, Homer Adolph Plessy contra el Estado de Luisiana, Plessy expuso que Ferrocarriles de Lusiana le denegó sus derechos de la Decimotercera y Decimocuarta enmienda de la Constitución de los Estados Unidos. No obstante, el juez que presidía el caso, John Howard Ferguson, ordenó que Luisiana regulara los derechos en las compañías férreas que operaran dentro de las fronteras del Estado. Plessy buscó una orden judicial que prohibiera la ley.
El Comité de Ciudadanos llevó el recurso de Plessy a la Corte Suprema de Luisiana en donde otra vez encontró una actitud poco receptiva, cuando la Corte Suprema del estado confirmó la sentencia del juez Ferguson. Sin inmutarse, el Comité apeló a la Corte Suprema de los Estados Unidos en 1896. Fueron remitidos dos escritos legales en nombre de Plessy. Uno iba firmado por Albion W. Tourgée y James C. Walker y el otro por Samuel F. Phillips y su socio legal F. D. McKenney. Los argumentos orales fueron presentados ante la Corte Suprema el 13 de abril de 1896. Tourgée y Phillips aparecieron en la sala para hablar en nombre de Plessy. Se convertiría en una de las más famosas decisiones en la historia de Estados Unidos porque, por primera vez, se estableció que la segregación racial estaba protegida por la ley federal.

## Decisión
La Corte desestimó los argumentos de Plessy basados en la Decimocuarta Enmienda por 7 votos a 1 al no observar ninguna actuación ilegal del Estado de Luisiana, en la votación, el juez Josia Brewer no participó. Además, la mayoría de la Corte rechazó las alegaciones de que la ley de Luisiana implicaba cualquier inferioridad a los afroaméricanos, infringiendo la Decimocuarta Enmienda. En lugar de ello, decidieron mantener la ley que separaba ambas razas como política pública.
Al redactar el sumario, el juez Brown declaró: 

Consideramos la falacia subyacente del argumento del demandante que consiste en la asunción de que la separación forzosa de las dos razas marca a la raza de color con un distintivo de inferioridad. Si fuese así, no sería por culpa de nada que hubiese en el acto, sino solo porque la raza de color elige imponer esa interpretación sobre sí.
juez Henry Billings Brown

Mientras la corte no encontraba diferencia alguna de calidad entre los vagones únicamente para negros y blancos, esto fue manifiestamente incierto en el caso de la mayoría de otros centros separados, como aseos públicos y cafeterías, donde el servicio era mucho más pobre en el caso de los afroamericanos que el de los blancos. [cita requerida]
El juez John Marshall Harlan, antiguo propietario de esclavos quien criticó los excesos del Ku Klux Klan, escribió una decisión mordaz en donde predicaba que la decisión de la Corte se volvería infame como el caso Dred Scott v. Sanford. Harlan declaró: 

Pero en vista de la constitución, en el ojo de la ley, está en este país no superior, dominante, donde mandan las clases de ciudadanos. Aquí no hay castas. Nuestra constitución no distingue entre colores y tampoco de clases intolerantes entre ciudadanos. En respeto a los derechos civiles, todos los ciudadanos son iguales ante la ley.
juez John Marshall Harlan

El historiador de Nueva Orleans, Keith Weldon Medley, autor de We As Freemen: Plessy v. Ferguson, The Fight Against Legal Segregation comentó las palabras del juez Harlan, Gran Decisión" originado con papeles archivados con la Corte por el Comité de Ciudadanos.
El caso ayudó a cimentar la fundación legal para la doctrina del "separados pero iguales", la idea de que la segregación se basara en clasificaciones era legal como grandes las posibilidades en igualdad. Sin embargo, el gobierno de los Estados Sureños se negaron a tratar a los afroamericanos por iguales y en recursos durante los años posteriores a la decisión de Plessy. Los estados no solo separaron las razas pero, en realidad, se aseguraron las diferencias en materia de igualdad. [cita requerida]. En enero de 1896, Homer Plessy se declaró inocente de la violación y pagó la multa.

## Influencias del casoPlessy contra Ferguson
Plessy legitimó el movimiento hacía las prácticas de la segregación emprendidas en el sur. Junto con el compromiso de Atlanta de Booker T. Washington, entregado en su domicilio un año antes, con lo cual, se aceptaba el aislamiento de la sociedad afroaméricana respecto a la blanca, Plessy proveyó con ímpetu el avance de las leyes de segregación. Durante las próximas décadas, los estatus de las segregaciones proliferaron llegando incluso al gobierno federal en Washington D. C. durante la administración de Woodrow Wilson en 1910.
William Rehnquist escribió una memoria titulada A Random Thought on the Segregation Cases, donde él fue oficinista en los juzgados en 1952 durante las deliberaciones previas a la decisión del caso Brown contra el Consejo de educación. En su memoria argumentó

Me di cuenta de que eso era una posición impopular y carente de humanidad, por lo que fui reprendido por mis "liberales" compañeros pero pienso que Plessy contra Ferguson fue lo correcto y debería reafirmarse.

Continuó

Para discutir... la mayoría no debería privar a la minoría de sus derechos constitucionales, la solución debería hacerse mientras esto sonaba así en teoría, a la larga, la mayoría sería quien determinara cuales serían los derechos constitucionales de las minorías.
William Rehnquist
Juez Presidente de la Corte Suprema de Estados Unidos

## Fundación Plessy y Ferguson
Keith Plessy y Phoebe Ferguson, descendientes de los jugadores en ambas partes del caso de la Corte Suprema, han anunciado la creación de una Fundación Plessy y Ferguson para la Educación y Reconciliación. La fundación trabajará para idear nuevos caminos para enseñar la historia de los derechos civiles a través de las películas, del arte y de programas públicos diseñados para fomentar el entendimiento de este caso histórico y sus efectos en la conciencia americana:

Ya no hay un “Plessy vs. Ferguson”. Ahora existe un “Plessy y Ferguson”, dijo Keith Plessy en una entrevista de promoción con WWNO en Nueva Orleans, el 12 de febrero de 2009, el día que los historiadores se reunieron con las familias Plessy y Ferguson y un miembro de la Corte Suprema de Luisiana para desvelar una placa conmemorativa del caso, de acuerdo con un artículo aparecido en The Times Picayune.

La placa fue colocada en la esquina de las calles Press y Royal, indicando el comercial que en 1892 donde Homer Plessy fue expulsado del tren y arrestado por un acto deliberado de desobediencia civil.

## Documental
El documental Faubourg Tremé: The Untold Story of Black New Orleans cuenta las crónicas de la historia y explica los detalles del caso.